# クリス・クロン
クリストファー・ジョン・クロン（Christopher John Cron, 1964年3月31日 - ）は、アメリカ合衆国ニューメキシコ州アルバカーキ出身の元プロ野球選手（一塁手、外野手）、野球指導者。右投右打。現在は、MLBのアスレチックスの打撃コーチ補佐を務める。

## 経歴

### プロ入り前
1983年1月のMLBドラフト7巡目（全体173位）でアトランタ・ブレーブスから指名されたが、この時は契約しなかった。同年6月のMLB二次ドラフトでも3巡目（全体60位）でデトロイト・タイガースから指名されたが、この時も契約しなかった。

### 現役時代
1984年1月のMLB二次ドラフト2巡目（全体38位）で再びブレーブスから指名され、プロ入り。1991年8月15日にカリフォルニア・エンゼルスでメジャーデビューし、1995年途中まで現役生活を送った。

### 引退後
引退年の1995年途中よりシカゴ・ホワイトソックスの傘下（当時）であるアパラチアンリーグのルーキー級ブリストル・ホワイトソックスの監督を務めたのを皮切りに、以後マイナーリーグの様々な球団の監督を歴任した。
2021年はアリゾナ・ダイヤモンドバックスのフィールドコーディネイターを務めた。
2022年シーズンからはオークランド・アスレチックスの打撃コーチ補佐を務める。

## 家族
息子であるC.J.クロンとケビン・クロンもクリスと同じようにメジャーリーガー（ともに一塁手）となった。クリスがダイヤモンドバックス傘下のAAA級リノ・エーシズの監督だった2019年にはケビンが選手として同時に在籍していた。
また、従兄弟にミルウォーキー・ブルワーズなどでプレーした元メジャーリーガー（捕手）のチャド・モーラーがいる。

## 詳細情報

### 年度別打撃成績
| 年 度    | 球 団    | 試 合 | 打 席 | 打 数 | 得 点 | 安 打 | 二 塁 打 | 三 塁 打 | 本 塁 打 | 塁 打 | 打 点 | 盗 塁 | 盗 塁 死 | 犠 打 | 犠 飛 | 四 球 | 敬 遠 | 死 球 | 三 振 | 併 殺 打 | 打 率 | 出 塁 率 | 長 打 率 | O P S |
| -------- | -------- | ----- | ----- | ----- | ----- | ----- | -------- | -------- | -------- | ----- | ----- | ----- | -------- | ----- | ----- | ----- | ----- | ----- | ----- | -------- | ----- | -------- | -------- | ----- |
| 1991     | CAL      | 6     | 17    | 15    | 0     | 2     | 0        | 0        | 0        | 2     | 0     | 0     | 0        | 0     | 0     | 2     | 0     | 0     | 5     | 0        | .133  | .235     | .133     | .369  |
| 1992     | CWS      | 6     | 10    | 10    | 0     | 0     | 0        | 0        | 0        | 0     | 0     | 0     | 0        | 0     | 0     | 0     | 0     | 0     | 4     | 0        | .000  | .000     | .000     | .000  |
| MLB：2年 | MLB：2年 | 12    | 27    | 25    | 0     | 2     | 0        | 0        | 0        | 2     | 0     | 0     | 0        | 0     | 0     | 2     | 0     | 0     | 9     | 0        | .080  | .148     | .080     | .228  |

### 背番号
- 44（1991年）
- 57（1992年）
- 41（2022年 - ）